# Onofre Peñalva Donat
Mossèn Onofre Peñalva Donat (Ontinyent, 14 de maig de 1701 - 1767?) fou un compositor valencià del barroc.

## Biografia
Fou mestre de capella de l'església de Santa Maria d'Ontinyent. Demostra domini del llenguatge contrapuntístic i de l'harmònic, utilitzant la fuga, el contrapunt imitatiu, les textures homofòniques, ecos, etc. Utilitza preferentment el doble cor i la veu solista ornamentada, amb acompanyament de violins, violoncels i baix continu.
Una part de l'obra, que va caure en oblit, va ser recreada el 2004 al seu poble natal.

## Obra
N'hi ha catalogades vora cinquanta obres musicals, entre motets, misses, magnificats, psalms, Te Deum, etc.
- Motet a 8 Para cuando se sube la imagen de la Concepción de Mria. Sma. de Ontiniente y otro para cuando se baxa dicha imagen, a 8 veus en dos cors i baix continu (1724).

1. Quae est ista quae progreditur
2. Veni Dómina

- Magnificat Càntic a la Mare de Déu, a vuit veus en dos cors, dos violins i baix continu de violoncel, contrabaix i orgue.

- Missa en do major, a vuit veus en dos cors, dos violins i baix continu de violoncel, contrabaix i orgue.